# Kreta (Ottomaanse provincie)
Kreta was een vilajet van het Ottomaanse Rijk. Na een langdurige oorlog (van 1645 tot 1669) wist het Ottomaanse Rijk Kreta op de Republiek Venetië te veroveren. Reeds in 1821 trachtte Kreta zich aan te sluiten bij het onafhankelijke Griekenland, maar pas in 1898 verkreeg Kreta zijn onafhankelijkheid als Republiek Kreta.